# Ryszard Kotla
Ryszard Maciej Kotla (ur. 30 marca 1947 w Szczecinie) – polski publicysta krajoznawczy, działacz i przewodnik turystyczny, dziennikarz, historyk, nauczyciel akademicki i Instruktor Ratownictwa WOPR. Znawca historii i walorów turystycznych Szczecina i Pomorza Zachodniego, Zasłużony Obywatel Miasta Szczecin. Z wykształcenia inżynier elektryk. Brat Zdzisława Kotli i ojciec Pawła Kotli.

## Życiorys
Urodził się w Dąbiu (obecnie część Szczecina) jako najstarszy syn Franciszka Kotli – podoficera 4 Pułku Strzelców Podhalańskich, oddziału odznaczonego za kampanię wrześniową, w tym obronę Śląska Cieszyńskiego i Małopolski, orderem Virtuti Militari.
Absolwent Wydziału Elektrycznego Politechniki Szczecińskiej (1974), podyplomowych studiów inżynieryjnych na Politechnikach Poznańskiej (1981) i Gdańskiej (1982), a także muzealniczych i ochrony zabytków na Politechnice Wrocławskiej (1990). Studiował także na Francuskim Studium Zarządzania (École Centrale Paris/Uniwersytet Szczeciński – 1996). Wieloletni pracownik Szczecińskiej Stoczni Remontowej "Gryfia", w latach 1994-96 na stanowisku dyrektora ds. pracowniczych.
Pełnił funkcje członka zarządu Zachodniopomorskiej Izby Turystyki; przewodniczącego Państwowej Komisji Egzaminacyjnej dla Przewodników Turystycznych Województwa Zachodniopomorskiego; członka Państwowej Komisji Egzaminacyjnej dla Pilotów Wycieczek oraz Zachodniopomorskiej Rady Turystyki Województwa Zachodniopomorskiego. Wykładowca m.in. na Uniwersytecie Szczecińskim, Akademii Rolniczej w Szczecinie (obecnie Zachodniopomorski Uniwersytet Technologiczny), Zachodniopomorskiej Szkole Biznesu, Szczecińskim Centrum Edukacyjnym; redaktor TVP3 Szczecin i Polskiego Radia Szczecin; współautor Strategii Rozwoju Województwa Zachodniopomorskiego do roku 2015; autor m.in. opracowania Możliwości rozwoju turystyki w gminie Szczecin..., Polityki turystycznej Szczecina; autor ponad 20 przewodników, albumów, folderów, informatorów o Szczecinie i Pomorzu Zachodnim; członek Stowarzyszenia Historyków Sztuki, Polskiego Towarzystwa Historii Techniki i Polskiego Towarzystwa Turystyczno-Krajoznawczego.
W 2018  Stowarzyszenie Dziennikarzy RP „Pomorze Zachodnie” wraz z Książnicą Pomorską  zorganizowało spotkanie honorujące osiągnięcia Ryszarda Kotli. Według niego „przekazywać ludziom informacje o tym, jak piękny jest Szczecin, jest zaszczytem”.

## Inne informacje
Prowadzi wraz z żoną Lucyną Kluszczyńską-Kotla Biuro Turystyczne Kotla Travel, mieszczące się w Szczecinie na ulicy Smolańskiej.

## Odznaczenia i nagrody
- Medal za Zasługi dla Miasta Szczecina (2014)[7]
- Honorowa Odznaka PTTK – złota (2003)
- Odznaka honorowa „Za Zasługi dla Turystyki” – UKFiT (1998)
- Odznaka Honorowa Gryfa Pomorskiego (1994)
- Odznaka „Zasłużony Działacz Turystyki” (1992)
- Nagroda Państwowa II stopnia Prezesa UKFiT (1991)
- Odznaka „Zasłużony Działacz Kultury” (1991)
- Honorowa Odznaka PTTK – srebrna (1990)
- Srebrny Krzyż Zasługi (1987)
- Honorowa Odznaka WOPR (1977)
- Odznaka honorowa „Zasłużony Pracownik Morza” – brązowa (1972)
- Nagrody „Za zasługi dla turystyki” od Ministra Gospodarki, ZG PTTK, Urzędu Wojewódzkiego w Szczecinie, Kuratorium Oświaty w Szczecinie.

## Publikacje
- Spacerkiem po Szczecinie (współautor), Albatros, Szczecin 1991
- Zamek Książąt Pomorskich, Albatros, Szczecin 1992
- Wybrzeże Bałtyku (współautor), „Pascal”, Bielsko-Biała 1995
- Stettin und Umgebung, Laumann-Verlag, Dülmen 1995
- Bałtyk, Pomorze. Przewodnik turystyczny (4 wersje językowe), Wydawnictwo Szczecińskiej Agencji Turystycznej Sat, Szczecin 1996
- Hanza na Pomorzu, wyd. RAPT, Szczecin 1998
- Życie codzienne w miastach hanzeatyckich, wyd. RAPT, Szczecin 1998
- Marianowo. Przewodnik po gminie, dzieje Sydonii Borkówny, legendy marianowskie, Zachodniopomorska Agencja Rozwoju Turystyki, Szczecin 1998
- 200 zagadek o Szczecinie (współautor), wyd. RAPT, Szczecin 1998
- Przewodnik Szczecin od A do Z, wyd. RAPT, Szczecin 1999
- Przewodnik Szczecin dla niepełnosprawnych, Zachodniopomorska Agencja Rozwoju Turystyki, Szczecin 2000
- Szczecin. Podróż nostalgiczna. Eine nostalgische Reise. A nostalgic journey, „Publisher’s”, Szczecin 2000
- Bastiony, forty, bunkry... Historia umocnień obronnych Szczecina, Zeszyty Szczecińskie, zeszyt 2, Wydawnictwo Publisher’s, Szczecin 2001
- Atlas szlaków rowerowych Województwa Zachodniopomorskiego, wyd. RAPT 2002
- Lange Brücke, Hansa Brücke, Most Długi... Historia szczecińskich mostów, Zeszyty Szczecińskie, zeszyt 6, Wydawnictwo Publisher’s, Szczecin 2002
- Gryfia. Stocznia na wyspie 1952–2002, monografia na 50-lecie istnienia, wyd. SSR „Gryfia” SA, Szczecin 2002
- Szczecin. Przewodnik dla niepełnosprawnych, Zachodniopomorska Agencja Rozwoju Turystyki, Szczecin 2003
- Informator turystyczny Pomorza Zachodniego oraz niemieckich powiatów przygranicznych Barnim, Ostvorpommern, Uckermark, Uecker-Randow, Forum Turystyki Pomorza Zachodniego, Szczecin 2004; wersja niemiecka Reiseführer durch die Woiwodschaft Westpommern und ihre westlichen Nachbarlandkreise Barnim, Ostvorpommern, Uckermark, Uecker-Randow
- Atrakcje turystyczne Pomorza Zachodniego, Forum Turystyki Regionów, Gdańsk 2007